# 크레이머 모건소
크레이머 모건소(영어: Kramer Morgenthau, 1966년 6월 6일 ~ )은 미국의 영화 촬영 기사이다. 앨런 테일러 감독의 드라마 《왕좌의 게임》과 영화 《토르: 다크 월드》(2013), 《터미네이터 제니시스》(2015), 존 패브로 감독의 《아메리칸 셰프》(2014)의 촬영 감독으로 일했다. 헨리 모건소 3세의 아들로 모건소 가의 자손이다.

## 연출 작품 목록

### 영화
| 연도 | 제목                | 원제                        | 감독            | 비고 |
| ---- | ------------------- | --------------------------- | --------------- | ---- |
| 1997 | 도그타운            | Dogtown                     | 조지 히컨루퍼   |      |
| 1999 | 킹 메이커           | The Big Brass Ring          | 조지 히컨루퍼   |      |
| 2001 | 그린 드래곤         | Green Dragon                | 티머시 린 부이  |      |
| 2001 |                     | The Man from Elysian Fields | 조지 히컨루퍼   |      |
| 2004 | 갓센드              | Godsend                     | 닉 햄           |      |
| 2005 | 하복                | Havoc                       | 바버라 코플     |      |
| 2007 | 풀 오브 잇          | Full of It                  | 크리스천 찰스   |      |
| 2007 | 분열                | Fracture                    | 그레고리 호블릿 |      |
| 2007 | 피스트 오브 러브    | Feast of Love               | 로버트 벤턴     |      |
| 2008 | 익스프레스          | The Express                 | 게리 플리더     |      |
| 2012 | 더 팩토리           | The Factory                 | 모건 오닐       |      |
| 2013 | 토르: 다크 월드     | Thor: The Dark World        | 앨런 테일러     |      |
| 2014 | 아메리칸 셰프       | Chef                        | 존 패브로       |      |
| 2015 | 터미네이터 제니시스 | Terminator Genisys          | 앨런 테일러     |      |
| 2017 | 호밀밭의 반란군     | Rebel in the Rye            | 대니 스트롱     |      |

### TV 드라마
- 보드워크 엠파이어(2010)
- 왕좌의 게임(2012)
- 베이거스(2012)
- 슬리피 할로우(2013)